# Pačamama
Pačamama, někdy též Pača-Mama či Pachamama (kečuánsky a aymarsky Pachamama), je původně inckou, chtonickou bohyní plodnosti, která dohlíží nad setbou a sklizní, může ale také způsobovat zemětřesení. V kečuánštině a ajmarštině znamená její jméno „Matka Země“ (pacha = země, mama = matka). Příchod křesťanů do Latinské Ameriky částečně překryl kult Pačamamy Pannou Marií.
Podle incké mytologie je jejím otcem bůh-stvořitel Virakoča, sestrou měsíční bohyně Mama Kuila a bratrem sluneční bůh Inti. Jako její manžel byl uváděn bůh-stvořitel Pačakamak (v pozdějším období někdy ztotožňovaný s Virakočou) nebo Inti. Jejím posvátným zvířetem je lama.
I přes značné rozšíření křesťanství v Andách je díky dualismu domorodých obyvatel Pačamama stále uctívána a to hlavně rolníky a pastevci na venkově. Pačamama je uctívana každý den. Toto uctívání se jmenuje challa. Jednou ročně se pak slaví „Martes de Challa“, kdy lidé pálí jídlo, svíce a další zápalné obětiny. U těchto oslav se často vyskytují i místní šamani nazývaní „yatiri“. Festival se koná po karnevalu a jeden den před Popeleční středou.